# Triumph sprung hub
De Triumph sprung hub was een vrij eenvoudig systeem van achtervering voor motorfietsen dat het Britse merk Triumph in 1946 introduceerde. De Triumph sprung hub (geveerde naaf) werd ontworpen door Triumph-constructeur Edward Turner. Het was een van de eerste motorfietsonderdelen met een veiligheidswaarschuwing in de behuizing. 

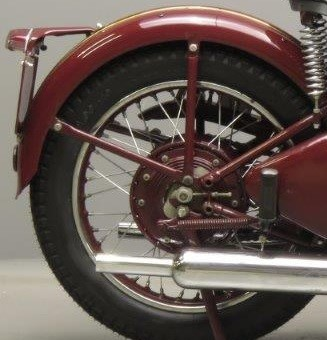
Triumph sprung hub op een Triumph Speed Twin 5T uit 1953.

## Voorgeschiedenis
Tot na de Tweede Wereldoorlog kwam achtervering bij motorfietsen nauwelijks voor. Motorrijders hadden er ook geen vertrouwen in, zelfs niet toen eind jaren veertig de eerste systemen met plunjervering op de markt kwamen. 

## Triumph sprung hub
Triumph's chefconstructeur Edward Turner baseerde zijn ontwerp van 1938 op de vliegtuigindustrie. De Britse uitvinder George Dowty was door de Gloster Aircraft Company gevraagd om het landingsgestel voor de Gloster Gladiator dubbeldekker te ontwikkelen. Dowty ontwikkelde een wielnaaf met ingebouwd veersysteem. Turner ontwierp een kleine plunjer die in de achterwielnaaf paste met een enkele schroefveer boven de wielas en twee schroefveren onder de wielas. De wielas kon daardoor ongeveer 5 cm op en neer bewegen, maar het systeem was bijna 8 kg zwaarder dan een ongeveerde naaf. Het voordeel was dat een sprung hub-achterwiel in elk bestaand frame gemonteerd kon worden, maar er was geen mogelijkheid voor de aandrijving van de snelheidsmeterkabel.
Frank Baker, hoofd van de ontwikkelingsafdeling van Triumph, probeerde Turner ervan te overtuigen dat het systeem gevaarlijk was. Hij ging zelfs zo ver dat hij zichzelf liet filmen toen hij een machine voorzien van de sprung hub op snelheid reed. Turner sloeg zijn waarschuwingen echter in de wind. Hij wilde het systeem introduceren op de modellen voor 1940, maar het uitbreken van de oorlog gooide roet in het eten. Pas in 1946 verschenen Triumphs met het sprung hub-systeem, dat in 1951 werd opgevolgd door de Mk2-versie. Die had geen smeernippel meer omdat men ervan uitging dat het ingesloten smeervet voldoende was voor 20.000 km. Tot 1954 was de sprung hub het enige achterveringsysteem dat Triumph op haar paralleltwins aanbood. Daarmee sloeg het merk de plunjervering over, vanaf 1955 werd swingarm-achtervering toegepast. 